# Paseo de la fama de Canadá
El paseo de la fama de Canadá (Canada's Walk of Fame en inglés) (Allée des célébrités canadiennes en francés), ubicado en Toronto (Ontario, Canadá), es un paseo de la fama que reconoce las metas y logros de canadienses exitosos. Consiste en una serie de estrellas similares a las de hojas del arce incrustadas en trece bloques diseñados para darle valor a las aceras en Toronto, ubicado frente al Roy Thomson Hall. El Teatro Princesa de Gales, y el Teatro Real de Alexandra en King Street así como Simcoe Street.
El primer grupo de miembros fue instalado en 1998, y hasta la fecha 157 canadienses han sido incluidos en el Paseo de la Fama del Canadá. Estos incluidos incluyen a deportistas, entrenadores; actores, directores, escritores y productores de cine, televisión y teatro; cantantes, compositores de canciones y músicos; dramaturgos, autores, comediantes, humoristas gráficos y modelos.

## Historia

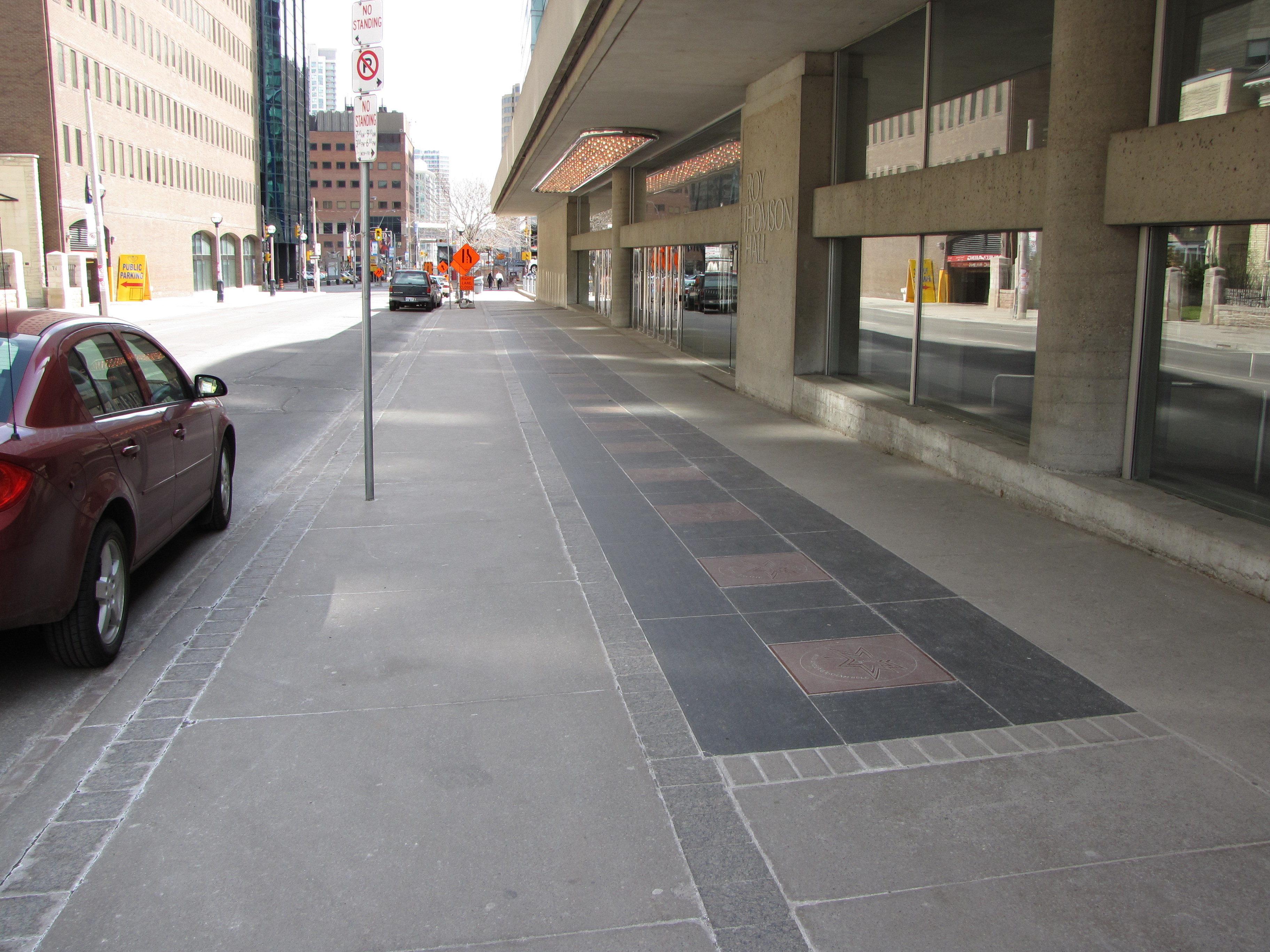
Una fila de estrellas a lo largo de Simcoe Street.

El Paseo de la Fama fue concebido por primera vez en 1996, cuando el cofundador, Peter Soumalias, sugirió la idea de un paseo de la fama para torontonianos famosos a la Asociación de Entretenimiento del Distrito de Toronto. Rechazaron su idea, pero pasó a establecer un paseo de la fama para los canadienses en colaboración con Bill Ballard, Dusty Cohl y Gary Slaight. A pesar de la falta de fondos, la investigación y sin plan de medios, se las arreglaron para tener éxito y la primera promoción de incluidos fue instalada en 1998. El Paseo de la Fama del Canadá se ha convertido en una atracción turística popular en Toronto y ha sido nombrado el número uno canadiense evento de reconocimiento.

## Paseo de la Fama

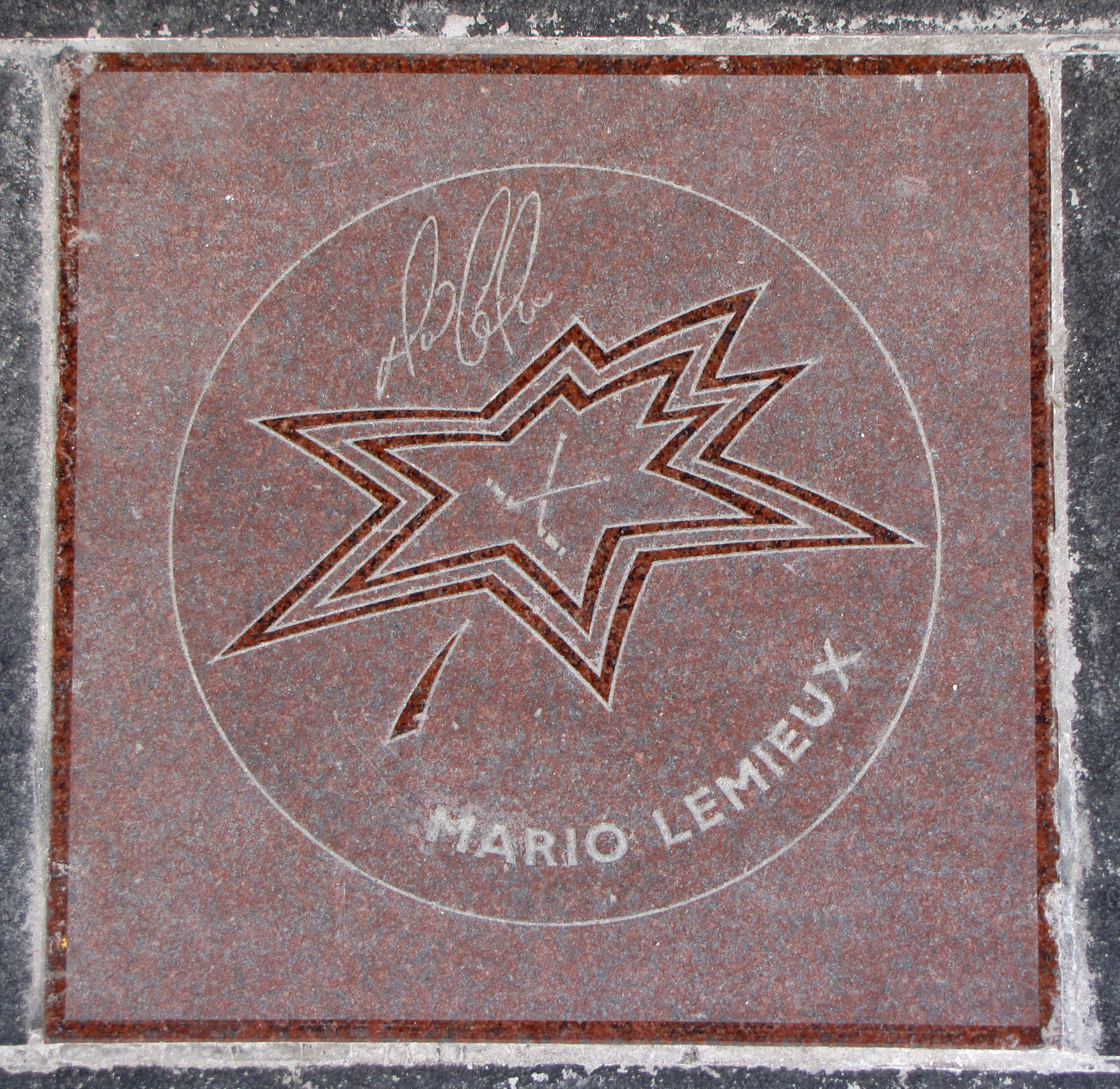
Estrella de Mario Lemieux.

### Proceso de inclusión
El Paseo de la Fama del Canadá acepta nominaciones para los posibles nuevos miembros desde el año público, que culminó con su Promoción Nacional de Nombramientos durante el mes de abril. En el 2000, antes de la introducción del sistema de votación en línea, se recibieron más de 30.000 candidaturas a través de cartas, faxes y correos electrónicos. Ahora las presentaciones sn aceptadas en la página web oficial del Paseo de la Fama del Canadá y se reciben miles de nominaciones cada año, que luego son enviadas al comité de selección para su consideración.
El comité entonces analiza los nominados sobre la base de los siguientes criterios: el nominado debe haber en Canadá o haber pasado sus años de formación o creatividad en Canadá, con un mínimo de diez años de experiencia en su campo y haber tenido un impacto nacional o internacional sobre el Patrimonio Cultural del Canadá. Tras la evaluación del Comité de Selección, los candidatos que cumplan con todos los requisitos se remitirán a la junta directiva, que a continuación, seleccionarán a los nuevos miembros.
El proceso es muy diferente al del Paseo de la Fama de Hollywood. La versión de Hollywood permite que sólo las celebridades de la gran pantalla, la televisión, la radio, el teatro en vivo y cantantes/músicos, mientras que la versión de Canadá permite a personas de diversas ocupaciones, como se menciona anteriormente. Aunque la mayoría de las celebridades en el Paseo de la Fama de Hollywood son estadounidenses o han logrado su fama en los Estados Unidos, el Paseo de la Fama del Canadá es exclusivo para los canadienses. Para que alguien pueda recibir una estrella en el Paseo de la Fama de Hollywood debe ser nominado por un patrocinador que debe estar de acuerdo con el costo de instalación de una estrella de aproximadamente 25.000 dólares. A partir de ahí, los nombres son sometidos a un comité de nominaciones de cinco personas, que recogen de diez a quince nombres de estrellas de premio anualmente. El único criterio para el mismo son: "Logro profesional, longevidad de cinco años o más, contribuciones a la comunidad y garantía de que la celebridad asistirá a la ceremonia de dedicación si es seleccionada".
Las estrellas canadienses son incluidas en una ceremonia anual de grupo; mientras que el Paseo de la Fama de Hollywood raramente incluye más de dos grandes estrellas a la vez. Las celebridades pueden tener más de una estrella en el Paseo de la Fama de Hollywood, la misma celebridad puede recibir hasta cinco estrellas bajo las distintas categorías. Esto no sucede en el Paseo de la Fama del Canadá, aunque algunos pueden tener una estrella individual, pero también se incluyen como parte de un grupo más grande, tales como John Candy, Martin Short, Eugene Levy y Catherine O'Hara quienes tienen su propia estrella, sino también en Second City Television.

### Ceremonia de inclusión
Nuevos miembros son incluidos anualmente en una ceremonia de inauguración donde su estrella, se revela una hoja de arce estilizada. La primera se celebró en 1998 y sólo cuatro de doce miembros vivos asistieron: Karen Kain, Norman Jewison, Barbara Ann Scott y Rich Little. La ceremonia de 2007 fue llevada en el Centro del Colibrí de Toronto, asistieron los siete nuevos miembros y fue organizada por Eugene Levy.
Anfitriones anteriores incluyen a Trish Stratus, Tom Green, Jann Arden, Kurt Browning y Catriona LeMay Doan. La ceremonia fue transmitida por la CTV hasta 2008. A partir de 2009 la ceremonia fue transmitida por Global. La primera ceremonia de la red fue auspiciada por Anne Murray mientras que Howie Mandel la acogió durante los dos años siguientes. Paul Shaffer acogió el evento en 2012.

## Premios

### Premio Cineplex Legends
Establecido en 2008, el Premio Cineplex Legends se concedió a título póstumo a los "pioneros canadienses en el cine, la música, el deporte, las artes y la innovación." Patrocinado por Cineplex Entertainment, los primeros destinatarios del premio eran hermanos Norma y Douglas Shearer. Los ganadores de los premios también se incluían en las estrellas del Paseo de la Fama.

### Premio Alan Slaight
Otorgado por primera vez en 2010, el Premio Alan Slaight, lleva el nombre de la figura principal en la industria de la radio canadiense, es otorgado a un joven canadiense por "hacer un impacto positivo en los campos de la música, el cine, la literatura, las artes visuales o escénicas, los deportes, la innovación o la filantropía". Los beneficiarios reciben un honorario de 10.000 dólares de la Fundación Slaight, pero no son consideran como nuevos miembros del Paseo de la Fama. hasta ahora, los beneficiarios que se han adjudicado el Premio Slagith han sido Nikki Yanofsky, Drake, Melanie Fiona, Carly Rae Jepsen y The Weeknd.

## Programas e iniciativas
En los últimos años, el Paseo de la Fama del Canadá llevó a cabo una serie de nuevos programas e iniciativas.

### Festival del Paseo de la Fama del Canadá
El Festival del Paseo de la Fama del Canadá fue establecido en 2010. El festival se extiende por tres días, culminando con el Show del Paseo de la Fama del Canadá. Desde su año inaugural, el festival ha incluido actuaciones musicales de artistas canadienses como Sarah McLachlan, Serena Ryder, Crystal Shawanda, Tom Cochrane y Melanie Fiona. Además de las actuaciones musicales, el festival ha incluido tanto la proyección de películas de Canadá, así como la programación de comedia de actos de comedia canadiense.

### Premio RBC para el Artista Emergente de los Mentores de la Música
En 2012, en colaboración con la RBC, el Paseo de la Fama del Canadá puso en marcha el concurso el Premio RBC para el Artista Emergente de los Mentores de la Música. Valorado en más de 100.000 dólares, la iniciativa tiene como objetivo apoyar la próxima generación de músicos canadienses dotados. Se les pide a los jóvenes para aspirantes a músicos presentar 60 seg. de rendimiento de audio musical o video para su oportunidad de ganar el gran premio de 25.000 dólares en efectivo, tiempo de grabación, las oportunidades de rendimiento y mucho más. Taylor Kurta fue la ganadora de la competición inaugural del Gran Premio. En 2014, el Premio RBC para el Artista Emergente de los Mentores de la Música fue otorgado a Sarah Welker de Guelph, Ontario.

## Críticas

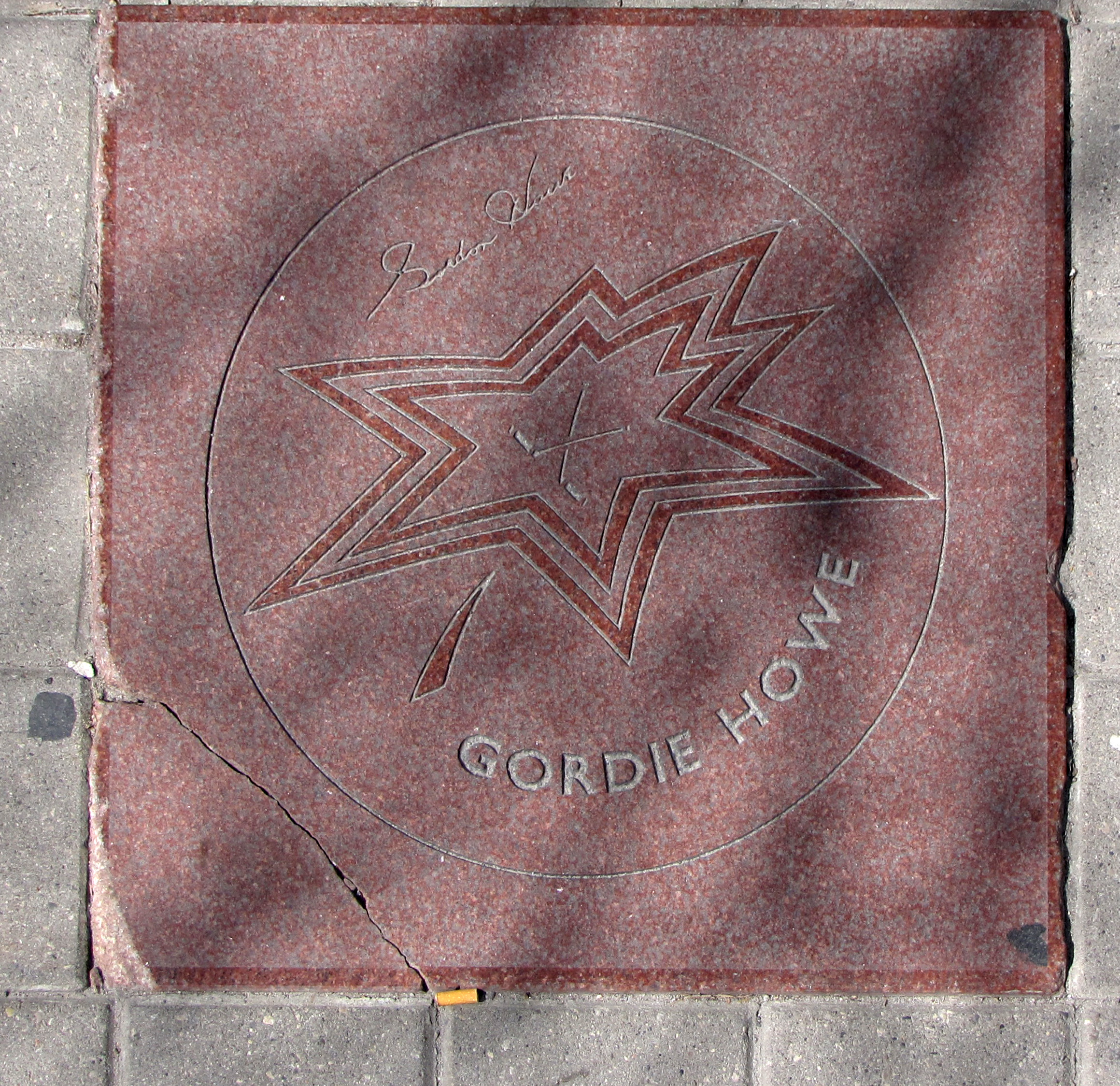
La estrella de Gordie Howe en el Paseo de la Fama a partir de abril del 2009. El daño se puede ver en la esquina inferior izquierda.

En 1998, Laurie Brown de la CBC criticó al Paseo de la Fama, al que calificó de "sólo una atracción para atraer a los turistas a los teatros de la zona." Afirmó que sólo honraría a canadienses con impacto internacional, diciendo "si era verdad para los canadienses, entonces creo que habría más de una curva nacional a todo el asunto. Pero dudo que vaya a ver una estrella en el Paseo de la Fama de que es un nombre conocido sólo aquí en Canadá".
En septiembre de 2010, William Shatner publicó en Twitter con respecto a los daños sufridos a su estrella en el Paseo de la Fama: "Oigo que mi estrella en el Paseo de la Fama del Canadá está un poco dañanda... pero, de nuevo, yo también me pregunto si nadie que se cierne alrededor de esa zona me puede decir lo que está mal en ella y lo que necesita en ser arreglada". La familia de Gordie Howe también pronunció sobre el daño a la estrella de Geordie. La prensa canadiense reportó que "un número de estrellas de algunas de las celebridades están un poco dañadas alrededor de los bordes. El presidente del Paseo de la Fama dijo que el daño se debió a la congelación y descongelación durante los inviernos canadienses y también de los quitanieves de las aceras. Se anunció que la ciudad de Toronto reemplazaría a los azulejos dañados de Shatner y Howe, y el Paseo de la Fama estaba planificando una alternativa para la instalación de unas placas en la acera en donde están a merced de los elementos.